# Tragidion
Tragidion is een kevergeslacht uit de familie van de boktorren (Cerambycidae). De wetenschappelijke naam van het geslacht werd voor het eerst geldig gepubliceerd in 1834 door Audinet-Serville.

## Soorten
Tragidion omvat de volgende soorten:
- Tragidion agave Swift & Ray, 2008
- Tragidion annulatum LeConte, 1858
- Tragidion armatum LeConte, 1858
- Tragidion auripenne Casey, 1893
- Tragidion bicolor Bates, 1885
- Tragidion carinatum Thomson, 1861
- Tragidion coquus (Linnaeus, 1758)
- Tragidion deceptum Swift & Ray, 2008
- Tragidion densiventre Casey, 1912
- Tragidion dichromaticum Linsley, 1957
- Tragidion gracilipes Linsley, 1940